# Santa Maria Imbaro
Santa Maria Imbaro est une commune de la province de Chieti dans la région Abruzzes en Italie.

## Administration
| Période                                  | Période  | Identité         | Étiquette | Qualité |
| ---------------------------------------- | -------- | ---------------- | --------- | ------- |
| 14 juin 2004                             | En cours | Nicola Romagnoli |           |         |
| Les données manquantes sont à compléter. |          |                  |           |         |

### Hameaux
- borgate: Perilli, Colli, Fattore

### Communes limitrophes
Fossacesia, Mozzagrogna, Paglieta